# Franck Signorino
Franck Eddy Signorino (ur. 19 września 1981 w Nogent-sur-Marne) – francuski piłkarz grający na pozycji obrońcy. Od 2016 gra w FC Metz.

## Kariera klubowa
Signorino jest wychowankiem klubu FC Metz. Do kadry pierwszej drużyny został włączony w 2001 roku. W 2005 roku Signorino przeniósł się do FC Nantes, w którym spędził dwa sezony. 30 lipca 2007 podpisał kontrakt z hiszpańskim Getafe CF. Jednak już w debiucie przeciwko Tottenhamowi nabawił się kontuzji. W styczniu 2010 udał się na wypożyczenie do drugoligowego klubu FC Cartagena. Sezon 2010/2011 spędził w belgijskim Charleroi. 5 września 2011 powrócił do Francji podpisując kontrakt z Stade Lavallois.
W lipcu 2012 roku podpisał kontrakt z Stade de Reims. W 2016 wrócił do Metz.
| Sezon   | Klub                | Kraj      | Rozgrywki      | Mecze | Bramki | Rozgrywki Europy | Mecze | Bramki |
| ------- | ------------------- | --------- | -------------- | ----- | ------ | ---------------- | ----- | ------ |
| 2001/02 | FC Metz             | Francja   | Division 1     | 13    | 0      | -                | -     | -      |
| 2002/03 | FC Metz             | Francja   | Ligue 2        | 28    | 0      | -                | -     | -      |
| 2003/04 | FC Metz             | Francja   | Ligue 1        | 34    | 0      | -                | -     | -      |
| 2004/05 | FC Metz             | Francja   | Ligue 1        | 36    | 1      | -                | -     | -      |
| 2005/06 | FC Nantes           | Francja   | Ligue 1        | 33    | 1      | -                | -     | -      |
| 2006/07 | FC Nantes           | Francja   | Ligue 1        | 28    | 0      | -                | -     | -      |
| 2007/08 | Getafe CF           | Hiszpania | Liga BBVA      | 5     | 0      | Liga Europy UEFA | 5     | 0      |
| 2008/09 | Getafe CF           | Hiszpania | Liga BBVA      | 0     | 0      | -                | -     | -      |
| 2009/10 | Getafe CF           | Hiszpania | Liga BBVA      | 0     | 0      | -                | -     | -      |
| 2009/10 | FC Cartagena (wyp.) | Hiszpania | Liga Adelante  | 12    | 0      | -                | -     | -      |
| 2010/11 | Royal Charleroi     | Belgia    | Jupiler League | 11    | 0      | -                | -     | -      |
| 2011/12 | Stade Lavallois     | Francja   | Ligue 2        | 30    | 0      | -                | -     | -      |
| 2012/13 | Stade de Reims      | Francja   | Ligue 1        | 22    | 0      | -                | -     | -      |
| 2013/14 | Stade de Reims      | Francja   | Ligue 1        | 25    | 1      | -                | -     | -      |
| 2014/15 | Stade de Reims      | Francja   | Ligue 1        | 26    | 0      | -                | -     | -      |
| 2015/16 | Stade de Reims      | Francja   | Ligue 1        | 29    | 0      | -                | -     | -      |

Stan na: koniec sezonu 2015/2016.